# 中耳
中耳（英文：Middle ear）是耳的一个解剖结构，在层次上位于外耳和内耳之间。中耳的主要结构是鼓膜（亦称“耳膜”）、鼓室和三个听小骨（构成听骨链）。鼓膜和听骨链形成一个力学系统，其功能是将来自外耳的声波的力放大，并输入到内耳，为下一步的听觉转导做准备。中耳通过鼓室下部的耳咽管和咽喉相通。

## 结构
鼓膜是一个圆锥形的膜形结构，其后是空心的鼓室。鼓膜一面与耳道相连，另一面与锤骨相连；锤骨与砧骨相连，而砧骨的另一段与镫骨相连。锤骨将力经过砧骨和镫骨传递到卵圆窗，后者连接着耳前庭。
这三块听小骨构成一个序列力学系统，通过杠杆原理来放大声音的作用力，其主要目的是实现空气和耳蜗内液体之间的阻抗匹配。三块听小骨是哺乳动物体内最小的骨。砧骨与一些中耳的骨骼肌相连，其功能是在发生很响的声音时通过一定的反射机制，降低力学传递比率，保护内耳不受损坏。

## 研究
新的研究发现，完全水生的蝾螈和肺鱼，即便不存在中耳结构，也能够感知空气振动产生的声波。